# Loren Alfonso
Loren Alfonso (28 de março de 1995) é um boxeador azeri, medalhista olímpico.

## Carreira
Alfonso conquistou a medalha de bronze nos Jogos Olímpicos de Verão de 2020 em Tóquio, após confronto na semifinal contra o cubano Arlen López na categoria peso meio-pesado. Ele conquistou a medalha de ouro nos Jogos Europeus de 2019 em sua modalidade.